# Aritz Elustondo
Aritz Elustondo Irribarria (Beasáin, Guipúzcoa, 28 de marzo de 1994) es un futbolista español. Juega de defensa y su equipo es la Real Sociedad de Fútbol de la Primera División de España. Es primo del expelotari Iker Irribarria.

## Trayectoria

### Inicios
Nacido en Beasáin, Guipúzcoa, Elustondo jugó en la cantera de la Real Sociedad. El 13 de julio de 2012 fue cedido al club de Tercera División S. D. Beasáin. Elustondo regresó a la Real Sociedad en junio de 2013, y fue asignado a las reservas en Segunda División B. El 31 de enero de 2014 se firmó un nuevo contrato, hasta 2016.

### Real Sociedad
El 14 de enero de 2015 Elustondo hizo su debut con el primer equipo, en una victoria 2-0 en casa contra el Real Oviedo en la Copa del Rey. Debutó en la Liga tres días después, en una derrota por 0-1 en casa ante el Rayo Vallecano. Elustondo anotó su primer gol como profesional el 31 de enero, en la derrota por 4-1 ante el Real Madrid.
Durante la temporada 2015-16, fue titular en el primer equipo durante las primeras jornadas tras las lesiones de Joseba Zaldua y Carlos Martínez. No obstante, se asentó como titular habitual en el primer equipo, tanto de lateral diestro como de central, y pasó a ser a todos los efectos jugador de la primera plantilla, a pesar de seguir vistiendo el número 30 hasta el final de la temporada. Ante esta situación, el 6 de enero de 2016, renovó su contrato hasta 2020.
En la temporada 2016-17 perdió protagonismo en el equipo con la aparición de Odriozola y solo fue titular en siete ocasiones.
El 3 de febrero de 2018, y tras recuperar protagonismo en el primer equipo tras la salida de Íñigo Martínez, renovó su contrato, esta vez hasta 2022.
Tras la salida del citado Íñigo, se afianzó definitivamente como central, formando pareja en el eje de la zaga junto a Héctor Moreno, Raúl Navas, Diego Llorente y Robin Le Normand sucesivamente. En agosto de 2020 volvió a renovar con el equipo, en esta ocasión, hasta 2024.
El 3 de abril de 2021, en el Estadio de la Cartuja, conquistó su primer título como profesional al vencer por 1-0 en la final de la Copa del Rey pendiente del año anterior debido a la pandemia de COVID-19 al eterno rival, el Athletic Club. Dispuso de unos pocos minutos en la misma al reemplazar a Andoni Gorosabel.

## Estadísticas

### Clubes
Actualizado al último partido disputado el 18 de mayo de 2025.
| Club                       | Div.          | Temporada     | Liga  | Liga  | Copas nacionales | Copas nacionales | Copas internacionales | Copas internacionales | Total | Total |
| Club                       | Div.          | Temporada     | Part. | Goles | Part.            | Goles            | Part.                 | Goles                 | Part. | Goles |
| -------------------------- | ------------- | ------------- | ----- | ----- | ---------------- | ---------------- | --------------------- | --------------------- | ----- | ----- |
| Real Sociedad "B" · España | 2.ª B         | 2013-14       | 31    | 4     | —                | —                | —                     | —                     | 31    | 4     |
| Real Sociedad "B" · España | 2.ª B         | 2014-15       | 24    | 2     | —                | —                | —                     | —                     | 24    | 2     |
| Real Sociedad · España     | 1.ª           | 2014-15       | 4     | 1     | 2                | 0                | —                     | —                     | 6     | 1     |
| Real Sociedad "B" · España | 2.ª B         | 2015-16       | 4     | 0     | —                | —                | —                     | —                     | 4     | 0     |
| Real Sociedad "B" · España | Total club    | Total club    | 59    | 6     | 0                | 0                | 0                     | 0                     | 59    | 6     |
| Real Sociedad · España     | 1.ª           | 2015-16       | 31    | 1     | 0                | 0                | —                     | —                     | 31    | 1     |
| Real Sociedad · España     | 1.ª           | 2016-17       | 9     | 0     | 3                | 0                | —                     | —                     | 12    | 0     |
| Real Sociedad · España     | 1.ª           | 2017-18       | 19    | 3     | 0                | 0                | 5                     | 0                     | 27    | 3     |
| Real Sociedad · España     | 1.ª           | 2018-19       | 27    | 1     | 2                | 0                | —                     | —                     | 29    | 1     |
| Real Sociedad · España     | 1.ª           | 2019-20       | 22    | 0     | 5                | 0                | —                     | —                     | 27    | 0     |
| Real Sociedad · España     | 1.ª           | 2020-21       | 23    | 1     | 2                | 0                | 3                     | 0                     | 28    | 1     |
| Real Sociedad · España     | 1.ª           | 2021-22       | 30    | 4     | 4                | 0                | 6                     | 0                     | 40    | 4     |
| Real Sociedad · España     | 1.ª           | 2022-23       | 25    | 0     | 5                | 0                | 6                     | 1                     | 36    | 1     |
| Real Sociedad · España     | 1.ª           | 2023-24       | 15    | 0     | 5                | 0                | 5                     | 0                     | 25    | 0     |
| Real Sociedad · España     | 1.ª           | 2024-25       | 22    | 0     | 3                | 0                | 10                    | 0                     | 35    | 0     |
| Real Sociedad · España     | Total club    | Total club    | 227   | 11    | 31               | 0                | 35                    | 1                     | 293   | 12    |
| Total carrera              | Total carrera | Total carrera | 286   | 17    | 31               | 0                | 35                    | 1                     | 352   | 18    |
| 1. 2.                      |               |               |       |       |                  |                  |                       |                       |       |       |

## Palmarés

### Campeonatos nacionales
| Título       | Club          | País   | Año  |
| ------------ | ------------- | ------ | ---- |
| Copa del Rey | Real Sociedad | España | 2020 |